# إمارة تكانت
إمارة تكانت ( تكانيت أحيانا) هي إمارة كانت موجودة في المنطقة التي تحمل نفس الاسم في موريتانيا في القرن السابع عشر حتى عام 1905. أسستها إِدَوْ عِيش. وتعد أهم أربع إمارات نشطة في منطقة بلاد شنقيط، لكن الصراعات الداخلية أضعفت من قوة هذه الإمارات منذ النصف الثاني من القرن الثامن عشر.

## التاريخ

### الخلفية
البروغة هم قبيلة صنهاجة أمازيغية من منطقة تيرس قاتلوا إلى جانب المرابطين في القرن الحادي عشر. ويعتبر أبو المرابطين هو جدهم ورافق البروغة في تحالفهم مع المرابطين قبائل المسونة والتجكانت والددليش. نزوح القبائل التي أعقبت وصول بني معقل (حوالي 1220) ثم هزيمتهم لاحقًا على يد الحسانيين في نهاية القرن الخامس عشر هاجرت إلى منطقة شنقيط. لقد طلبوا حماية القبيلة الشريفة الكبرى إيدا (أو آه)، دون دفع الجزية أو إلقاء أسلحتهم، واتخذ التحالف اسم إِدَوْ عِيش . خلال القرن السابع عشر، حاول التحالف التخلص من سيطرة أولاد مبارك [الكتالانية] الحسانيين لكن المحاولة باءت بالفشل لدرجة أنهم استغرقوا قرنًا من الزمن لإعادة تشكيل قواتهم. ومع ذلك، فقد أظهروا بصحبة أسيادهم في بداية القرن الثامن عشر شجاعتهم القتالية من خلال مساعدة أولاد مبارك على هزيمة القبائل الشمالية بالقرب من الجل (1715).

### التأسيس
كان مؤسسها امحمد شين، الذي كان رئيسها لمدة 50 عاما (1730-1785)؛ تحالف مع أولاد تا أواه الحسانيين وحصل على صداقة أمير آدرار الذي زوجه أخته. أجبرتهم سلسلة من الانتصارات على أولاد مبارك (1738، 1778، 1780، 1783) على مغادرة تكانت إلى الحوض، حيث انضم إليهم التابعون السابقون لإِدَوْ عِيش، المشظوف، مع جميع القبائل الأخرى في المنطقة الخاضعة لسلطتهم.
انتخب قبيلة إِدَوْ عِيش بصفتهم أسياد تكانت شيخهم امحمد شين، من نسل أبو بكر، أميرًا. واثقين من قوتهم قاموا بغارات على آدرار والبراكنة والترارزة . وخلفه ابنه محمد ولد محمد (1785-1820) لكن عندما توفي الأخير، اندلع صراع على الخلافة بين ابنه سويد أحمد وإخوته الستة. لجأ سويد أحمد إلى الكونتة ولد سيدي عايب الله، وتبعه محاربو أولاد تا الله. وانقسمت القبيلة إلى قسمين: الأباكاك الموالون للأمير المختار من الفرع الأكبر، واشراتيت أنصار عم سويد أحمد المختار الذي تحالف مع أهل سيدي محمود (1825).
أخيرًا، أدرك الخصمان أنهما معرضان لخطر استيعابهما من قبل الحلفاء الأقوياء للغاية: الكونتة وأهل سيدي محمود. أعيد تأسيس الاتحاد في 1826-1827؛ لكنه ظل معرضًا للخطر بسبب مشاركة الأباكاك واشراتيت في نزاعات خلافة البراكنة. وقد تسبب هذا في وفاة العديد من المطالبين بإمارة تكانت في أعمال عنف بين عامي 1831 و1836.

### بكار
في عام 1836، حل بكار ولد سويد أحمد محل شقيقه محمد أميرًا على إدو عيش. كان يبلغ من العمر عشرين عامًا تقريبًا، وكان ذكيًا للغاية، وكان قادرًا على التفاخر «بأنه تعامل مع جميع الحكومات الفرنسية منذ لويس فيليب، وأنه هزم جميع القبائل حتى تمبكتو، بل وهزم فايدهيرب».
تنقسم فترة حكم بكار (1836-1905) إلى فترتين سياسيتين يظل هدفهما ثابتًا: جمع قبائل صنهاجة وحلفائها تحت هيمنة إِدَوْ عِيش لهزيمة الحسانيين وفرض أنفسهم في تكانت، في الجنوب الشرقي على اتصال مع السنغال وفي الشرق.
من عام 1836 إلى عام 1890، حارب بكار القبائل المجاورة وخاصة قبيلتي الحسانيين والكونتة. ولهذا قام بتشكيل تحالف صنهاجي مع اشراتيت وتجكانت وإدو الحاج الذين نهبوا قصر رشيد الذي أنشأه الكونتة، والذي وُزع جزء منه في آدرار والبراكنة. سمحت المصالحة مع الكونتة من البراكنة بحملة ناجحة ضد محمد الحبيب، لكن القطيعة بين أباكاك واشراتيت المتحالفين مع تجكانت وأهل سيدي محمود وسواكر أدت إلى نهب ثان لقصر رشيد (1855). سمح العداء بين أباكاك وشراتيت للمشظوف الموجود في الحوض بهزيمة أسيادهم السابقين إِدَوْ عِيش (1879). كاد أن يؤدي إلى إرباك إدو عيش على يد أهل سيدي محمود المتحالفين مع المشظوف: هُزم بكار والأباكاك في توصيرات (1881) وعلى الرغم من المصالحة المتسرعة بين الإخوة الأعداء، هُزِم إدو عيش مرة أخرى في أغمون (1882). ولحسن حظهم، اندلع الخلاف بين خصومهم وسحق بكار أهل سيدي محمود في مدرون (أواخر سنة 1882). تم تجنب خطر أهل سيدي محمود، وتفككت القبيلة المكونة من عناصر مختلفة متجمعة حول عبد الله ولد سيدي محمود. في عام 1890، امتدت هيمنة إدو عيش إلى تكانت والمناطق الجنوبية (مال وكيمي وحتى بودور) ووجه الأمير بكار طموحاته نحو آدرار، لكن الأمير الذي تولى السلطة منذ عام 1872، أحمد ولد محمد، كان ابن أخيه الذي كان تولى بعد وفاة والده الأمير ولد سيدي أحمد ولد عثمان.
1890-1900. خلال هذه الفترة، دخل أمير تكانت في صراع ضد أمير آدرار، بدعم من أولاد الجعفرية والكونتة. تحولت العلاقات الودية وحتى العائلية التي سادت بين أسرتي تكانت وآدرار الأميريتين إلى ثأر عندما اكتشف أحمد ولد سيدي أحمد ولد عايدة أن المحرض على قتل سلفه وابن عمه أحمد ولد أحمد لم يكن سوى بكار( 1891). بعد انقلاب رئيسي على معسكر بكار الذي أصيب وصنع "القطنة" في تججة تحت لحية إدو عيش، هُزم أمير آدرار الذي تحالف مع الكونتة (1893) لكنه منع إيدو عايش من دخول معقله. أدت العداوات القديمة بين الحسانيين وصنهاجة إلى تجميع القبائل في كتلتين متعاديتين. خلف أمير آدرار كان أولاد ناصر والكونتة، بينما كان بكار يدعو له لمتونة: تجكانت، إدو الحاج، أهل سيدي محمود. وعقد اللقاء الحاسم في قصر البركة (1894). سحقت قبيلة إِدَوْ عِيش خصومهم، ولقي زعيم الكونتة حتفه، وعاد المهزومون إلى مناطقهم الأصلية.
لا يزال بكار يدعم أولاد غيلان الذين ثاروا ضد أمير آدرار ومن 1895 إلى 1897 جابت وحدات إدو عيش وأهل سيدي محمود آدرار.
كان بكار سياسيًا بارعًا، وقد تصالح مع أمير آدرار الجديد المختار ولد عيدةة الذي سرعان ما تخلى عن اهتمامات السلطة ليتفرغ للشعر، بل وتمكن من تزويج إحدى شقيقاته للوصي؛ عاد أولاد غيلان إلى النظام، ثم امتد "سلام بكار" إلى معقل لمتونة السابق. أثبت بكار قوته وسيطر على تكانت، العصابة، كوركول، كيديماكا، وجنوب شرق آدرار، أفسحت أولاد الجعفرية المجال أمام أولاد أموني وأولاد غيلان الذين تصدوا للرقيبات، كبار بدو الشمال، الذين أصبحت قوتهم مثيرة للقلق. لم تتمكن قبيلة الكونتة، التي تضررت بشدة، من استئناف الحرب. حسن الغرب، أولاد بو سباع، أولاد دليم، الترارزة، البراكنة فريسة للفوضى.
أسفر تدخل كوبولاني الفرنسي لصالح الكونتة عن تغيير موازين القوى، مما أدى إلى هزيمة إِدَوْ عِيش في معركة بوكادوم، حيث لقي بكار حتفه في عام 1905.

## الأمراء
| الترتيب | الأمير                                   | العهدة                      | ملاحظات                                                                                              |  |
| ------- | ---------------------------------------- | --------------------------- | --- |  |
| 1       | بنيوڭ بن اوديكه بن آكر بن بڭه المدعو خونَ |                             | |  |
| 2       | امحمد بن خونَ                             | ( – بداية القرن الثامن عشر) | |  |
| 3       | أعمر بن امحمد بن خونَ                     | (– 1732م)                   | |  |
| 4       | اعلي بن امحمد بن خونَ                     | (1732 – 1757م)              | |  |
| 5       | بكار بن أعمر                             | (1757 – 1761)               | |  |
| 6       | امحمد شين بن بكار                        | (1761– 1788)                | دفن قرب ڭرو..                                                                                        |  |
| 7       | امحمد بن امحمد شين                       | (1785 – 1820)               | مات بعد أن انفجرت عليه حزمة من البارود سنة 1820م ودفن عند الصبيبير بلجام تڭانت                       |  |
| 8       | اسويد أحمد بن امحمد بن امحمد شين         | (1820 – 1829م)              | بعد موته اشتدت الحرب بين أعمامه سليمان وعبد الله، إلى أن دخل ابنه بكار على الخط فاستولى على الإمارة. |  |
| 9       | بكار بن اسويد أحمد                       | 1836 – 1905 م               | قُتل وبندقيته في يده في معركة بوكادوم ضد المستعمر الفرنسي                                             |  |
| 10      | عبد الرحمن (الدان) بن بكار               |                             | تولى عقب أبيه وكانت إمارته رمزية لاستيلاء المستعمر عليها                                             |  |

## الملاحظات
1. ↑  إمارة أهل يحيى بن عثمان وإمارة البراكنة وإمارة الترارزة وإمارة  تكانت
2. ↑  انظر إمارة البراكنة
3. ↑  جميع حلفاء إيدا أو آه أخذوا اسمًا يبدأ بـإيد؛ في هذا يعني حرفيا "ادخل وانظر"
4. ↑  حصار "الحنيْكاتْ" سنة 1778م بين عشائر إدو عيش الصنهاجية وقبائل بني حسّان العربية، وكانت نتائجه المباشرة قيام إمارة تكانت، ونتائجه البعيدة نهاية الصراع الطويل بين الإمارات اللمتونية والقبائل العربية[3]
5. ↑  تمت استعادة ممتلكات الكونتا بعد هزيمة إيدو آيش على يد الفرنسيين
6. ↑  وهو ما ترك القبيلة برغبة شديدة في الانتقام
7. ↑  الواقعة على الحدود مع مالي

## روابط خارجية
- لمحة تاريخية عن موريتانيا من القرن التاسع عشر حتى الاستقلال، بقلم جينيفيف ديزيريه فويليمين
- مقدمة في تاريخ هضبة تكانت، م. المدينة، 2009
- أخبار قصيرة نسخة محفوظة 2016-03-16 على موقع واي باك مشين.
- عبد الرحمن نسخة محفوظة 2016-03-16 على موقع واي باك مشين.